# اچ‌ام‌اس نستور (۱۹۱۵)
اچ‌ام‌اس نستور (۱۹۱۵) (به انگلیسی: HMS Nestor (1915)) یک کشتی بود که طول آن ۲۶۹ فوت (۸۲ متر) بود. این کشتی در سال ۱۹۱۵ توسط کشور بریتانیا ساخته شد.